# Emma Heinzelmann
Emma Heinzelmann (* 1930 in Nyírbátor, in Ungarn) ist eine ungarische Illustratorin für Kinderbücher. Emma Heinzelmann arbeitete mit renommierten Autoren, wie Pablo Neruda, Vera Ferra-Mikura, István Kormos und Sandor Kanyadi zusammen.
Ihre Arbeitsschwerpunkte legte sie, neben zeitgenössischen Autoren, ebenso auf Märchen, u. a. von Wilhelm Hauff und den Gebrüder Grimm.
Ihre bekannteren, vorwiegend in der ehemaligen DDR publizierten Werke, wie Lala, der Elfenprinz von Magda Szabó, (Budapest 1965) sind oft mit unikaten Collagen-Techniken ergänzt.
Daneben ist sie in den 70er Jahren vorwiegend mit vielfarbigen Aquarell-Bildern in Erscheinung getreten.

## Werke
- Die Wunderflöte. Märchen aus Ungarn von Istvan Kormos. Illustrationen von Emma Heinzelmann. Der Kinderbuchverlag, Berlin 1960.
- Lala, der Elfenprinz von Magda Szabó. Illustrationen von Emma Heinzelmann. Corvina Verlag, Budapest 1974.
- Das Schloß an den goldenen Ketten von Tekla Tömötor und Tilda Alpári. Illustrationen von Emma Heinzelmann. Corvina Verlag, Budapest 1971.
- Das weitgereiste Mäuschen von Sándor Kányádi. Illustrationen von Emma Heinzelmann. Holnap Verlag, Budapest 2004, ISBN 978-9-63346630-8.
- The Curious Moon (E-Book) von Sándor Kányádi. Englisch. Illustrationen von Emma Heinzelmann. SynergEbooks, 2008, ISBN 978-0-7443-0556-2.